# Patricia Edwards
Pour les articles homonymes, voir Edwards.
Patricia Edwards est une joueuse de tennis professionnelle australienne.

## Palmarès

### Titre en simple dames
Aucun

### Finale en simple dames
Aucune

### Titres en double dames
| No | Date       | Nom et lieu du tournoi                       | Catégorie | Dotation | Surface      | Partenaire       | Finalistes                  | Score    |          |
| -- | ---------- | -------------------------------------------- | --------- | -------- | ------------ | ---------------- | --------------------------- | -------- | -------- |
| 1  | 31-10-1970 | Australian Hardcourt Championships Toowoomba |           | NC       | Terre (ext.) | Evonne Goolagong | Anne Coleman Margeret Tesch | 7-6, 6-4 | Parcours |
| 2  | 04-01-1972 | New South Wales Open Sydney                  |           | 4 000 $  | Gazon (ext.) | Evonne Goolagong | Virginia Wade Lesley Turner | 6-1, 6-2 | Parcours |

### Finales en double dames
| No | Date       | Nom et lieu du tournoi                          | Catégorie | Surface      | Vainqueures                        | Partenaire       | Score    |          |
| -- | ---------- | ----------------------------------------------- | --------- | ------------ | ---------------------------------- | ---------------- | -------- | -------- |
| 1  | 10-10-1968 | Australian Hardcourt Championships Launceston   |           | Terre (ext.) | Kerry Harris Karen Krantzcke       | Evonne Goolagong | 6-2, 7-5 | Parcours |
| 2  | 20-04-1970 | Rothmans Sutton Hard Court Championships Sutton |           | Terre (ext.) | Margaret Smith Court Joyce Barclay | Evonne Goolagong | 6-2, 6-1 | Parcours |
| 3  | 08-06-1970 | Rothmans Kent Championships Beckenham           |           | Gazon (ext.) | Patti Hogan Peggy Michel           | Evonne Goolagong | 6-3, 6-4 | Parcours |

### Finale en double mixte
| No | Date       | Nom et lieu du tournoi                       | Catégorie | Surface      | Vainqueures                   | Partenaire | Score    |          |
| -- | ---------- | -------------------------------------------- | --------- | ------------ | ----------------------------- | ---------- | -------- | -------- |
| 1  | 31-10-1970 | Australian Hardcourt Championships Toowoomba |           | Terre (ext.) | Evonne Goolagong Bob Giltinan | Ross Case  | 7-5, 6-4 | Parcours |

## Parcours en Grand Chelem

### En simple dames
| Année | Championnat d'Australie Open d'Australie | Championnat d'Australie Open d'Australie | Internationaux de France | Internationaux de France | Wimbledon       | Wimbledon    | US Open | US Open |
| ----- | ---------------------------------------- | ---------------------------------------- | ------------------------ | ------------------------ | --------------- | ------------ | ------- | ------- |
| 1968  | 2e tour (1/16)                           | Lany Kaligis                             | -                        | -                        | -               | -            | -       | -       |
| 1969  | 1er tour (1/16)                          | Ann Haydon-Jones                         | -                        | -                        | -               | -            | -       | -       |
| 1970  | -                                        | -                                        | -                        | -                        | 1er tour (1/64) | M. Greenwood | -       | -       |
| 1971  | 2e tour (1/8)                            | Sharon Walsh                             | -                        | -                        | -               | -            | -       | -       |

À droite du résultat, l’ultime adversaire.

### En double dames
| Année | Championnat d'Australie Open d'Australie | Championnat d'Australie Open d'Australie | Internationaux de France | Internationaux de France | Wimbledon                  | Wimbledon               | US Open | US Open |
| ----- | ---------------------------------------- | ---------------------------------------- | ------------------------ | ------------------------ | -------------------------- | ----------------------- | ------- | ------- |
| 1968  | 2e tour (1/8) E. Goolagong               | M. Eisel L. Hutchings                    | -                        | -                        | -                          | -                       | -       | -       |
| 1970  | -                                        | -                                        | -                        | -                        | 3e tour (1/8) E. Goolagong | Winnie Shaw Nell Truman | -       | -       |
| 1971  | 1er tour (1/8) S. Walsham                | Joy Emerson Lesley Hunt                  | -                        | -                        | -                          | -                       | -       | -       |

Sous le résultat, la partenaire ; à droite, l’ultime équipe adverse.

### En double mixte
| Année | Open d'Australie | Open d'Australie | Internationaux de France | Internationaux de France | Wimbledon                 | Wimbledon                | US Open | US Open |
| 1970  | n/a              | n/a              | -                        | -                        | 1er tour (1/64) Ross Case | K. Krantzcke Ray Ruffels | -       | -       |

Sous le résultat, le partenaire ; à droite, l’ultime équipe adverse.